# کاداشمان-تورگو
کاداشمان تورگو، که معنی نامش یعنی کسی که به خدای تورگو اعتقاد داشت، یکی از پادشاهان کاسی در سلسله سوم بابـِل بود. او جانشین پدرش، نازی ماروتاش، شد و بنا بر سنت خود را «پادشاه جهان» نامید و هجده سال پادشاهی کرد. او معاصر پادشاه هیتی، هاتوشیلی سوم بود، که با او قرارداد رسمی دوستی و کمک متقابل منعقد کرد و همچنین با رامسس دوم هم‌عصر بود و روابط دیپلماتیک با وی را قطع کرد.
کاداشمان-تورگو در زمانهٔ مهمی پادشاهی کرد، اما به نظر می‌رسد فقط یک نقش جانبی داشته‌است. هاتوشیلی در نامه به پسر و جانشینش کاداشمان-انلیل دوم، در مورد او گفت: «آن‌ها [پدر شما] را پادشاهی می‌نامیدند که برای جنگ آماده می‌شود، اما سپس در خانه می‌ماندند.» مهر شخصی او شامل دو حیوان شیرخوار بود، که تمثیلاً نماد مراقبت او از رعایایش بود. تداوم به کارگیری زبان سومری در کتیبه‌های نذری سلطنتی منقرض شده یا رو به افول بود و تقویم بابلی با معرفی اصطلاح اکدی : Šanat rēš šarrūti، این زمان را «سال الحاق» نامیده.